# Клуб адского пламени
Клуб а́дского пла́мени (англ. The Hellfire Club) в английской историографии — несколько закрытых обществ вольнодумцев из либеральных кругов аристократии Англии и Ирландии, которые тайно собирались в различных уголках Великобритании на протяжении XVIII века. Девизом этих кружков была раблезианская фраза «Делай что желаешь» (фр. Fais ce que tu voudras). Данный лозунг был выгравирован на входной двери Клуба адского пламени, основанном в 1746 году Фрэнсисом Дэшвудом. Деятельность клубов не афишировалась, оттого их занятия и состав участников представляют благодатную почву для спекуляций. Философия жизни членов клуба благодаря их девизу ассоциируется как с Франсуа Рабле и его произведением «Гаргантюа и Пантагрюэль» и Телемским аббатством, так и с позднейшими философскими и теологическими изысканиями Алистера Кроули.

## Клуб Уортона
Первый Клуб адского пламени был учреждён в 1719 году в Лондоне герцогом Филиппом Уортоном. О деятельности этого общества достоверных сведений мало. Лорд Уортон получил герцогский титул при короле Георге I. Он был заметным политиком, причём жил двойной жизнью: с одной стороны — это был человек книг, писатель, а с другой — мятежник и бунтарь, любивший выпить и покутить. О членах клуба также мало что известно. Исследователь истории клуба Блэкетт-Орд считал, что в клуб вступили ближайшие друзья Уортона: граф Хилсборо, граф Личфилд (кузен) и сэр Эдвард О’Брайен.
В то время, когда действовали лондонские джентльменские клубы, ставшие местом для обсуждения различных интересов, например, поэзии, философии и политики, клуб Уортона был чем-то вроде пародии и сатиры на то, как жили представители английской аристократии — члены клуба высмеивали религию, что было в то время весьма популярно. Одной из задач клуба было шокировать общественность, а не нанести серьёзный вред религии или морали. Президентом клуба считали самого Дьявола, хотя члены, очевидно, не поклонялись демонам или дьяволу, а называли дьяволами самих себя. В отличие от «джентльменских клубов» в Лондоне, в Клуб адского пламени принимали как мужчин, так и женщин. Члены клуба встречались по субботам в разных местах в Лондоне. Таверна Грейхаунд была самой популярной локацией, где встречался клуб, однако из-за того факта, что женщин в то время в таверны не пускали, встречи проводились также в домах членов, а также в конном клубе Уортона.
Несмотря на шокирующий характер многих нюансов в работе клуба и множество слухов о нём, распространившихся по всей столице, доказательств, что члены клуба действительно поклонялись темным силам, найдено не было. Согласно множеству источников, их собрания носили характер религиозных церемоний в насмешливой форме. Известно, что на клубных банкетах подавались такие блюда, как «чресла дьявола» и напитки вроде «пунша адского пламени». Нет ни одного доказательства, что они действительно поклонялись дьяволу — лишь то, что они высмеивали религию, много пили и веселились.
Сохранившиеся сведения мемуарного характера позволяют историкам предположить, что члены клуба вовсе не были приверженцами сатанизма, скорее обсуждали политические вопросы и вышучивали религиозные обряды на манер Вольтера и Дидро. Сообщения об аморальности данного общества встревожили премьер-министра Уолпола, который в 1721 г. добился его закрытия. Герцог Уортон после этого вступил в ряды масонов и уже на следующий год возглавил Великую Ложу Англии.

## Клуб Дэшвуда
Наиболее знаменитый Клуб адского пламени был основан в Англии бароном Фрэнсисом Дэшвудом. Члены клуба встречались периодически с 1730-х до 1760-х годов. Другие Клубы с таким названием были открыты по всей империи в течение XVIII в. Члены клуба встречались в таверне «George and Vulture». Местом собраний этого тайного сообщества была загородная резиденция Дэшвуда — Уэст-Уайком. Количество членов было ограничено 12 людьми. В 1740-х годах клуб расширился, и в связи с увеличением численности клуба Дэшвуд позднее арендовал для собраний и перестроил бывшее аббатство в Менденеме на Темзе. Фигура Фрэнсиса Дэшвуда была более заметна, чем все его предшественники. Например, во время визита к русскому императору в Санкт-Петербурге, Дэшвуд оделся, как король Швеции — заклятый враг России.
Хотя в народе считалось, что «господа» во время собраний предаются оргиям, совершают чёрные мессы и соревнуются в богохульстве, более осведомлённые авторы (вроде Хораса Уолпола) указывали на атеистический характер собраний. В саду Дэшвуда были установлены статуи Приапа и Вакха; шутливое поклонение этим языческим божествам, по мнению Уолпола, и составляло истинную цель сборищ. Состав клуба Дэшвуда точно неизвестен, но среди его членов историки осторожно называют имена Уильяма Хогарта, который не был джентльменом, однако был принят в клуб после того, как изобразил Дэшвуда в роли нищенствующего францисканского монаха и Джона Уилкса, который вступил в клуб намного позже под псевдонимом Джон Ойлесбери, а также Роберта Ванситтарта, Томаса Поттера, Фрэнсиса Даффильда, Эдварда Томпсона, Пола Уайтхеда и Джона Монтаду, 4-го графа Сэндвича, а также Баб Додингтон, очень тучный человек лет 60-ти. Бенджамин Франклин по некоторым сведениям, когда жил в Англии, посещал собрания клуба в течение 1758 года, но не в качестве члена, и некоторые исследователи считают, что он был шпионом. Так как протоколов заседаний клуба не сохранилось, многие члены стали известны лишь благодаря переписке друг между другом.
Клуб Френсиса Дэшвуда никогда не назывался Клубом адского пламени официально — это название закрепилось за ним гораздо позже. Клуб использовал другие названия, например, Братство святого Франциска Уайкомбского, Орден рыцарей западного Уайкомба, Орден нищенствующих монахов святого Франциска Уайкомбского, а позже, когда встречи начали проходить в Медменемском Аббатстве, они стали «братией» Медменема. На Вальпургиеву ночь 1752 года состоялось первое заседание «братства св. Франциска Уайкомского» под председательством Фрэнсиса Дэшвуда — будущего лорда-канцлера.
В 1751 году Дэшвуд взял в аренду Медменемское аббатство на Темзе. Переехав в аббатство, Дэшвуд затеял масштабные и весьма дорогостоящие работы по модернизации ветхого здания. Оно было перестроено архитектором по имени Николас Реветт в стиле неоготики, который в то время набирал популярность. На дверях была вывешена надпись с девизом Fait ce que voudras. Под Аббатством у Дэшвуда было несколько пещер — расширенных после его появления в здании. Пещеры были украшены фаллическими символами и другими символами сексуальной природы.
Согласно исследователю истории клуба, Хораку Уолполу, члены «исповедовали язычество: поклонялись Вакху и Венере и публично приносили им жертвы, а также почитали нимф, фигуры которых стояли у входа в Аббатство. Также там стояли бочки, посвященные Вакху». В саду Дэшвуда в Западном Уайкомбе стояли множество статуй и фигур различных богов: Дафны и Флоры, Приапа и уже упоминавшихся Венеры и Диониса.
Собрания проходили раз в месяц, также проводились многодневные собрания в июне или сентябре, которые длились неделю или даже больше. Члены клуба обращались друг к другу «Брат», а главу клуба именовали Аббатом. Во время встреч они, предположительно, облачались в ритуальные одежды: белые брюки, пиджаки и кепки, тогда как «Аббат» носил красную одежду, но в том же стиле. Как и в относительно клуба Уортона, о собраниях Дэшвуда ходили слухи о том, что там проводятся черные мессы, оргии, поклонение Сатане или демонам. Другие клубы, особенно те, что находились в Ирландии и Шотландии, обвиняли в ещё худших поступках. О женщинах, членах клуба, ходили слухи, что все они были проститутками, тогда как члены клуба называли их монахинями. В клубе Дэшвуда в религиозные ритуалы привносили элементы эротики, также там много пили, занимались любовью с женщинами лёгкого поведения и устраивали застолья.

### Исчезновение клуба Дэшвуда
Закат Клуба адского пламени Дэшвуда длился очень долго. В событиях того времени довольно сложно разобраться. Во время своей службы Дэшвуд заседал в Палате лордов и получил титул барона Деспенсера после того, как предыдущий носитель этого титула умер. В начале 1763 года была предпринята попытка ареста Джона Уилкса за клевету на короля и мятеж. Во время расследования, начатого, предположительно, графом Сэндвичем, у которого были свои причины желать избавления от Уилкса, был обнаружен «Опыт о женщине», отпечатанный на станке, который использовал и Уилкс. Работа, скорее всего, написанная Томасом Поттером, содержала непристойные выражения, богохульство и клевету — все это было запрещено законом в то время, и правительство пыталось выслать Уилкса из страны. Между 1760 и 1765 годами была опубликована книга «Приключения в Гвинее» Чарльза Джонстона. За некоторыми историями, описанными в этой книге, проступают реалии Медменемского аббатства. Например, упоминается лорд Сэндвич, который спутал обезьяну с дьяволом. Эта книга и послужила связующей нитью между медменемской братией и «клубом адского пламени», как их стали называть позднее. К тому времени многие «нищенствующие монахи» были уже либо мертвы, либо вне пределов страны. Встречи в аббатстве прекратились к 1766 году.

## В культуре
- В комиксах компании Marvel действует Клуб адского пламени, внутренний круг которого составляют могущественные мутанты, стремящиеся захватить мир.
- Фрэнсис Дэшвуд встречается в 85-м выпуске комикса John Constantine: Hellblazer.
- Аналогичное название имеет 1 серия 4 сезона сериала "Очень странные дела".